# Ménilles
Ménilles – miejscowość i gmina we Francji, w regionie Normandia, w departamencie Eure.
Według danych na rok 1990 gminę zamieszkiwało 1449 osób, a gęstość zaludnienia wynosiła 249 osób/km² (wśród 1421 gmin Górnej Normandii Ménilles plasuje się na 151 miejscu pod względem liczby ludności, natomiast pod względem powierzchni na miejscu 624).